# Elaine Brown
Elaine Brown (* 2. März 1943) ist eine US-amerikanische Gefängnisaktivistin, Schriftstellerin, Sängerin und ehemalige Vorsitzende der Black Panther Party mit Sitz in Oakland, Kalifornien. Brown kandidierte 2008 kurz für die Präsidentschaftskandidatur der Grünen Partei.

## Jugend und Studium
Elaine Brown wuchs in der Innenstadt von Philadelphia Nord mit ihrer Mutter Dorothy Clark und einem abwesenden Vater auf. Obwohl sie in verzweifelter Armut lebte, arbeitete Browns Mutter hart, um für Elaine zu sorgen. Sie besuchte eine Privatschule, nahm Musikunterricht und besaß schöne Kleidung. Während ihrer Kindheit lernte sie viele Jahre lang klassisches Klavier und Ballett an einer überwiegend weißen Versuchsgrundschule. Als junge Schwarze hatte Elaine nur sehr wenige afroamerikanische Freunde und verbrachte die meiste Zeit mit weißen Menschen. Nach ihrem Abschluss an der Philadelphia High School for Girls, einer öffentlichen Vorbereitungsschule für begabte junge Frauen, studierte sie an der Temple University für weniger als ein Semester. Sie brach ihr Studium in Temple ab, weil sie in der Musikindustrie arbeiten wollte. Brown zog nach Los Angeles, Kalifornien, um eine professionelle Songwriterin zu werden.
Während seines Aufenthalts in Los Angeles schrieb sich Brown an der University of California, Los Angeles ein. Später besuchte sie für kurze Zeit das Mills College und die Southwestern University School of Law.
Nach ihrer Ankunft in Kalifornien mit wenig Geld und wenigen Kontakten fand Brown Arbeit als Cocktailkellnerin im Stripclub The Pink Pussycat. Während sie im Pink Pussycat arbeitete, lernte sie Jay Richard Kennedy kennen, einen Musikmanager, der sie politisierte. Sie wurden ein Liebespaar. Aufgrund der Aufklärung über die Bürgerrechtsbewegung, den Kapitalismus und den Kommunismus, die Kennedy ihr vermittelte, engagierte sich Brown später in der afroamerikanischen Befreiungsbewegung. Nach einem kurzen Zusammenleben im Hollywood Hills Hotel trennten sich die Wege der beiden. Nach dieser Beziehung engagierte sich Brown zunehmend in der Politik und begann, für die radikale Zeitung Harambee zu arbeiten. Bald darauf wurde Brown die erste Vertreterin der Black Student Alliance auf dem Black Congress in Kalifornien. Im April 1968, nach der Ermordung von Martin Luther King Jr., nahm sie an der ersten Sitzung des Ortsverbands Los Angeles der Black Panther Party teil.

## Engagement für die Black Panther Party
1968 trat Brown der Black Panther Party als einfaches Mitglied bei, studierte revolutionäre Literatur und verkaufte Zeitungen der Organisation. Schon bald half sie der Partei bei der Einrichtung des ersten Programms „Kostenloses Frühstück für Kinder“ in Los Angeles sowie des Programms „Kostenlose Busse zu den Gefängnissen“ und des Programms „Kostenlose Rechtshilfe“ der Partei.
1968 wurde Brown von David Hilliard, dem Stabschef der Partei, beauftragt, die Lieder der Organisation aufzunehmen, was zu dem Album Seize the Time (1969) führte; das Album beinhaltet „The Meeting,“ die Hymne der Black Panther Party. Schließlich übernahm sie die Rolle der Redakteurin der Publikation the Black Panther in der südkalifornischen Abteilung der Partei. 1971 wurde Brown als Informationsministerin Mitglied des Zentralkomitees der Partei und löste damit den ausgeschlossenen Eldridge Cleaver ab. 1973 erhielt Brown den Auftrag, weitere Lieder des Gründers der Black Panther Party und Verteidigungsministers Huey P. Newton aufzunehmen. Aus diesen Liedern entstand als weiteres Album Until We’re Free.
Auf Anweisung von Newton kandidierte Brown 1973 für den Stadtrat von Oakland; sie verlor mit 30 Prozent der Stimmen. 1975 kandidierte sie erneut und unterlag mit 44 Prozent der Stimmen. Als Newton 1974 nach Kuba floh, um einer Anklage zu entgehen, beauftragte er Brown mit der Führung der Black Panther Party. Brown war die einzige Frau, die dies tat. Sie führte den Vorsitz der Black Panther Party von 1974 bis 1977. Sie hatte mit regelmäßigem Sexismus zu kämpfen, denn die Männer waren verärgert über den Gedanken, Befehle von einer Frau entgegenzunehmen.

„Eine Frau in der Black-Power-Bewegung wurde bestenfalls als irrelevant betrachtet. Eine Frau, die sich behauptete, war ein Paria. Wenn eine schwarze Frau eine Führungsrolle übernahm, hieß es, sie untergrabe die schwarze Männlichkeit, sie behindere den Fortschritt der schwarzen Rasse. Sie war ein Feind des schwarzen Volkes.... Ich wusste, dass ich etwas Mächtiges aufbieten musste, um die Black Panther Party zu führen.“

Während Brown die Black Panther Party leitete, konzentrierte sie sich auf die Wahlpolitik und den Dienst an der Gemeinschaft. Im Jahr 1977 leitete sie Lionel Wilson siegreiche Kampagne zur Wahl des ersten schwarzen Bürgermeisters von Oakland. Außerdem gründete Brown die Panther’s Liberation School, die vom Staat Kalifornien als Modellschule anerkannt wurde.
Brown trat weniger als ein Jahr nach Newtons Rückkehr aus Kuba 1977 vom Vorsitz der Black Panther Party zurück, als Newton sich weigerte, die Prügelstrafe gegen Regina Davis, eine Verwalterin der Panther’s Liberation School, zu verurteilen. Andere männliche Mitglieder der Partei schlugen Davis und brachen ihr den Kiefer, weil sie einen Mitarbeiter zurechtgewiesen hatte, als dieser eine Aufgabe nicht erledigte. Newton entschied sich für die Solidarität mit den Männern. Dieser Vorfall war der Punkt, an dem Brown den Sexismus und das patriarchale Verhalten in der Black Panther Party nicht mehr tolerieren konnte. Viele sahen Browns Abgang als Wendepunkt für die Partei an. Sie verließ Oakland mit ihrer Tochter Ericka und zog nach Los Angeles.

## Späterer Aktivismus
Nach ihrem Austritt aus der Black Panther Party, auch um ihre Tochter Ericka aufzuziehen, arbeitete Brown an ihren Memoiren, A Taste of Power. Schließlich kehrte sie zum Kampf für die Befreiung der Schwarzen zurück und setzte sich insbesondere für eine radikale Gefängnisreform ein. Von 1980 bis 1983 besuchte sie die Southwestern University School of Law. Nach einem Frankreichaufenthalt zwischen 1990 und 1996 zog Brown nach Atlanta, Georgia, und gründete Fields of Flowers, Inc., eine gemeinnützige Organisation, die verarmten afroamerikanischen Kindern Bildungschancen bietet. 1998 war sie Mitbegründerin der Basisgruppe Mothers Advocating Juvenile Justice, die sich für Kinder einsetzt, die im Bundesstaat Georgia unter dem Erwachsenenstrafrecht verfolgt werden. Etwa zur gleichen Zeit setzte sie ihr Engagement für inhaftierte Jugendliche fort, indem sie das Michael Lewis Legal Defense Committee gründete und leitete. Michael Lewis, auch bekannt als „Little B“, wurde im Alter von 14 Jahren wegen eines Mordes, den er nach Browns Ansicht nicht begangen hatte, zu lebenslanger Haft verurteilt. Brown schrieb später einen Sachbuchroman, The Condemnation of Little B, in dem die Verfolgung von Lewis als Teil des größeren Problems der zunehmenden Inhaftierung schwarzer Jugendlicher analysiert wird.
Im Jahr 2003 war Brown Mitbegründer der National Alliance for Radical Prison Reform, die Tausenden von Häftlingen bei der Wohnungssuche nach ihrer Entlassung auf Bewährung hilft, den Transport von Familienangehörigen in die Gefängnisse erleichtert, Häftlingen bei der Arbeitssuche behilflich ist und Geld für Telefonate mit Häftlingen und Geschenke sammelt.
Im Jahr 2005 erfuhr Brown bei Protesten gegen einen G-8-Gipfel in Sea Island, Georgia, von der großen Armut in der nahe gelegenen Stadt Brunswick, Georgia. Brown kandidierte daraufhin auf der Wahlliste der Grünen Partei als Gegnerin von Bryan Thompson, um Bürgermeisterin von Brunswick zu werden. Sie hoffte, ihren Einfluss zu nutzen, um den Fall Michael Lewis bekannt zu machen und die Schwarzen in Brunswick zu stärken, indem sie ihr gewähltes Amt dazu nutzte, durch Umverteilung der städtischen Einnahmen eine wirtschaftliche Basis für die mehrheitlich schwarze und arme Bevölkerung der Stadt zu schaffen. Obwohl Brown schließlich von der Kandidatur und den Wahlen in Brunswick ausgeschlossen wurde, weil sie keinen Wohnsitz in der Stadt nachweisen konnte, lenkte sie durch ihre Bemühungen die Aufmerksamkeit auf den Fall von Michael Lewis. Später wurde sie Mitbegründerin der Brunswick Women's Association for a People's Blueprint.
Brown setzt sich weiterhin für die Reform des Strafvollzugs ein und hält häufig Vorträge an Colleges und Universitäten in den USA. Seit 1995 hat sie an mehr als vierzig Colleges und Universitäten sowie auf zahlreichen Konferenzen Vorträge gehalten.

## Kampagne in der Green Party
Im März 2007 kündigte Brown ihre Kandidatur als Präsidentschaftskandidatin der Green Party für 2008 an. Brown hielt eine Kampagne für notwendig, um die Interessen derjenigen zu fördern, die von den großen politischen Parteien nicht vertreten werden, insbesondere die Interessen von Frauen unter 30 und Afroamerikanern. Ihr Programm konzentrierte sich auf die Bedürfnisse der Arbeiterfamilien, die Förderung existenzsichernder Löhne für alle, kostenlose Gesundheitsversorgung, mehr Mittel für das öffentliche Bildungswesen, erschwinglichere Wohnungen, Abzug der Truppen aus dem Irak, Verbesserung der Umwelt und Förderung der Gleichberechtigung. Brown beabsichtigte, mit ihrer Kampagne viele Minderheiten für die Green Party zu gewinnen, wenn diese eine revolutionäre Kraft für soziale Gerechtigkeit darstellen würde. Ende 2007 trat sie aus der Grünen Partei aus; sie kommentierte das damit, dass die Partei nach wie vor von Weißen dominiert werde, die „nicht die Absicht haben, die Wahlurne zu nutzen, um echten sozialen Fortschritt zu erreichen, und die Versuche, dies zu tun, aggressiv zurückweisen werden.“
Im Jahr 2010 nutzten Insassen in mehr als sieben Gefängnissen in Georgia geschmuggelte Mobiltelefone, um einen gewaltfreien Streik für bessere Haftbedingungen zu organisieren, und Brown wurde ihr engster Berater außerhalb der Gefängnismauern. Sie „half dabei, die Beschwerden der Insassen in eine Liste von Forderungen zu fassen. Sie hielt eine Telefonkonferenz ab…, um eine Strategie mit verschiedenen Gruppen zu entwickeln, darunter die Ortsgruppe Georgia der National Association for the Advancement of Colored People und die Nation of Islam“.

## Privates
Brown hat eine Tochter, Ericka Abram, deren Vater das Black-Panther-Mitglied Raymond Hewitt ist, der aber im Leben seiner Tochter kaum anwesend war. Brown wohnte der Beerdigung von Hewitt bei.

## Schriften
- The Condemnation of Little B: New Age Racism in America (Boston: Beacon, 2002).
- A Taste of Power: A Black Woman’s Story (New York: Doubleday, 1992).

## Diskographie
- Seize the Time (Vault, 1969, mit Horace Tapscott und dem Pan Afrikan Peoples Arkestra)
- Until We're Free (Motown Records, 1973)[16]